# Lucas Silva Borges
Lucas Silva Borges (Bom Jesus de Goiás, 1993. február 16. –) brazil labdarúgó, középpályás. 2019. szeptemberében közös megegyezés alapján szerződést bontott a Real Madriddal.

## Pályafutása
Lucas Silva 2015 január 22.-én igazolt a spanyol Real Madrid csapatába 14 millió € ellenében. Öt éves kontraktust írt alá és a 16-os mezt kapta meg. 2015 február 14.-én mutatkozott be a csapatban. A félidőben állt be Asier Illarramendi helyére. A csapata 2-0-ás győzelmez aratott a Deportivo de La Coruña ellen.